# Abecedno redanje
Abecedno redanje, sustav razvrstavanja sadržajnih jedinica temeljen na uobičajenom poretku slova unutar abecede određenog jezika. Jedinice se redaju prema abecednom poretku njihovih naziva (natuknica, deskriptora), pri čemu se svako n-to slovo uspoređuje s drugim n-tim slovima ostalih riječi u popisu, počevši od prvog slova svake riječi, do drugog, trećeg, četvrtog i tako dalje sve dok se ne uspostavi određeni poredak. Primjenjuje se za smisleno razvrstavanje jedinica u enciklopedijama, rječnicima, telefonskim imenicima, te u brojnim drugim tiskanim, ali i digitalnim izvorima.
Poredak slova u abecednom redanju u hrvatskom jeziku je sljedeći:
Princip koji stoji iza abecednog redanja je da su sve riječi unutar popisa koje počinju istim slovom grupirane zajedno, a unutar te grupe sve riječi koje počinju s prva dva ista slova budu grupirane zajedno i tako dalje. Na primjer u nizu riječi
Astrofizika
Astrologija
Astronomija
poredak riječi dan je na temelju prvog slova riječi koje se razlikuje od ostalih (prikazano masnim slovima). Budući da l dolazi u abecedi poslije f, ali prije n, Astrologija dolazi poslije Astrofizike, ali prije Astronomije.
Za hrvatski jezik veoma je česta pojava pri abecednom redanju pomoću računala da se slovo nj reda kao da su to dva zasebna slova n i j jer većina algoritama za abecedno redanje nije prilagođena za hrvatski jezik.

## Srodni tekstovi
- Kronološko redanje
- Sustavno redanje